# Édouard Chimot
Édouard Chimot, né à Lille le 26 novembre 1880 et mort à Paris le 7 juin 1959, est un peintre, illustrateur, graveur et directeur artistique français.
Édouard Chimot est notamment connu pour son travail d'illustrateur et pour avoir dirigé, entre autres, la publication d'une trentaine d'ouvrages aux Éditions d'Art Devambez durant les années 1920 à Paris.

## Biographie

### Débuts
Édouard Chimot étudie sous la direction de Pharaon de Winter à l'école des beaux-arts de Lille, puis sous celle de Jean-Baptiste Levert et d'Alexis Mossa à l'école nationale arts décoratifs de Nice, inaugurée en 1881 et qui se situait rue Tondutti de l’Escarène, où il apprend véritablement le dessin. Toutefois, le début de sa carrière reste encore assez imprécis. Il semble qu'il ait exposé pour la première fois en 1912, ce qui entraîna une césure dans sa carrière. Ce n'est qu'à partir de 1919 que Chimot marque réellement la scène artistique parisienne.
Édouard Chimot vient à Paris où il effectue différents petits métiers pour gagner sa vie tout en se consacrant la nuit au dessin. C'est alors qu'il songe à graver ses dessins. Il s'achète une presse et, tout seul, apprend la gravure durant ses rares heures de liberté. Dans les années précédant la Grande Guerre, il habite un atelier parisien à Montmartre. « De jeunes et jolies femmes » commencent à lui servir de modèle. Il est certain qu'il acquiert une connaissance aiguë des milieux interlopes de la capitale, et de Montmartre en particulier. 
On a longtemps cru qu’Édouard Chimot était l’architecte, ou du moins le concepteur des plans, de la villa Lysis de son ami Jacques d’Adeslwärd-Fersen située à Capri. L’information a été de multiples fois répétée, y compris par des sources qui, d’ordinaire, font autorité. En réalité, l’examen des lettres échangées entre Fersen et Chimot durant la période concernée par la construction de cette villa démontre qu’il n’en est rien. Il semble que ce soit en raison d’un procès tenu durant l'été 1905 provoqué par un éboulement au cours duquel un ouvrier avait failli trouver la mort que la solution d’un architecte français avait été trouvée comme échappatoire à une condamnation par les autorités locales.
En 1912, sa première exposition de dessins, gravures et monotypes est couronnée de succès. Il décide de publier un premier ouvrage à tirage limité avec les textes de René Baudu, intitulé Les Après-midi de Montmartre, avec ses dessins qu'André Warnod nomme « ses petites filles perdues ». Puis vient la guerre durant laquelle il est mobilisé près de cinq ans.

### Nouveau départ
Après la Première Guerre mondiale, Chimot loue l'atelier d'Auguste Renoir, boulevard de Rochechouart à Paris.
Son nouveau livre illustré, La Montée aux enfers, le lance et lui permet d'achever ses Après-midi de Montmartre. L'ouvrage est publié en 1919. Suivent Les Soirs d’opium par Maurice Magre, Le Fou par Aurèle Patorni, L’Enfer par Henri Barbusse, La Petite Jeanne pâle par Jean de Tinan et Mouki le Delaissé par André Cuel, tous illustrés avec des dessins originaux entre 1920 à 1922.
En 1921, Chimot collabore à La Roseraie. Revue des Arts et des Lettres, publiée par Roger Lacourière, graveur en taille-douce et fondateur, en 1919, de la maison d'édition La Roseraie puis plus tard de l'atelier Lacourière-Frélaut, dont la direction artistique fut confiée à Chimot. Un seul numéro paraîtra. Francis Carco, André Dignimont, Chas Laborde, Martin, Daragnès, Pierre Falké, Drian, Marcel Vertès et bien d’autres, qui tous s’emparaient d’un coin de table pour travailler, fréquentent les ateliers de La Roseraie.

### Éditions d’Art Devambez
La consécration de Chimot fut son rôle de directeur artistique des Éditions d’Art Devambez. De 1923 à 1931, de son nouvel atelier parisien situé rue Ampère, il supervise l'édition de livres d'art illustrés par des artistes comme Pierre Brissaud, Edgar Chahine, Henri Farge, Alméry Lobel-Riche, et Tsugouharu Foujita. Cependant, il se réserva des textes d'exceptions pour les illustrer lui-même, à savoir Les Chansons de Bilitis de Pierre Louÿs (1925), Les Belles de nuit de Maurice Magre (1927), et enfin Parallèlement de Paul Verlaine (1931).
Pour célébrer la femme, Chimot, va s'inspirer d'œuvres littéraires réalistes ou sulfureuses qui répondent à ses propres aspirations. Leurs poèmes ou leurs textes l'inspirent car ils exaltent la séduction féminine, la passion absolue, le désir exacerbé, il s'y mêle érotisme, beauté sublimée, rêverie, fantasmes, plaisir, triomphe, mais aussi souffrances et humiliations. Derrière l'amour subi ou consenti, il y a une course effrénée à l'oubli. Chimot va devenir le chantre visuel insatiable de la Beauté, de la Volupté et de la Mort.
En 1924, Édouard Chimot réalise deux films, L’Ornière (connu également sous le titre de Micheline Horn ou de Sur le Chemin de Vrai) puis Survivre. Deux ans plus tard, il devient le directeur artistique du film La Lueur dans les ténèbres de Maurice Charmeroy. 
En 1926, dans un article de L'Ami du Lettré, Chimot écrivait : « J’ai choisi la femme comme sujet préféré, puis unique de mon œuvre. Je recherché un modèle au corps élégant et mince avec le côté moderne, un peu androgyne. Je fais beaucoup de dessins dans l’ambiance du texte, puis je choisis parmi eux. La gravure devient une traduction libre de mon dessin. Il me faut de deux à quatre semaines pour une gravure. Je ne fais que de l’eau-forte. »
En 1928, Chimot tombe amoureux de l'Espagne lors de ses recherches pour l'ouvrage La Femme et le Pantin de Pierre Louÿs.
Durant cette période, il noue non seulement des alliances artistiques mais aussi des alliances littéraires avec l'essayiste proche des surréalistes Gilbert Lely, qui lui dédie sa première publication, Ne tue ton père qu’à bon escient, en 1929. Cette année-là, Édouard Chimot devient une figure incontournable du monde de l'art, un éditeur généreux avec ses artistes, et lui-même un artiste dont le public admirait les nus symbolistes, « soumises à leurs passions mortelles et délicieuses », comme l'écrivit André Warnod.
Le krach de Wall Street puis la crise économique conséquente, met fin aux commandes de livres d'art à tirage limité. Quand les derniers livres en production chez Devambez sortent, dont Parallèlement, publié en 1931, une page se tourne.
Cette même année une monographie de Chimot est publiée par Maurice Rat avec une préface de Maurice Magre, dans la collection « Les Artistes du livre », mettant un point final à ses glorieuses années de direction artistique.

### Fin de carrière
Pendant la 2e Guerre mondiale, lui et sa femme Loulou trouvent refuge dans la maison de vacances qu'ils avaient achetée à Barcelone. De 1943 à 1948, 4 ouvrages furent publiés à Barcelone, dont 3 pour illustrer des textes en espagnol. Ensuite, Edouard Chimot retourna à Paris et y publia ses dernières œuvres.  
Dans la dernière année de sa vie paraît une collection de 16 nus féminins, Les Belles que voilà : mes modèles de Montmartre à Séville, qu'il considère comme une sélection de son œuvre et de sa relation à la beauté féminine.

## Illustrations
De 1919 à 1958, Édouard Chimot a illustré une soixantaine d'ouvrages à tirage limité. 
La période la plus artistique (« les bonnes années ») s'étend de 1919 à 1934. Pendant toute cette période, Edouard Chimot utilisera exclusivement la technique de l'eau-forte pour reproduire ses illustrations.
Il sera alors considéré comme l'un des illustrateurs importants de cette période et 7 de ses eaux-fortes seront reproduites dans L’Essai sur la Bibliophilie Contemporaine de 1900 à 1928 de Clément-Janin, René Kieffer Éditeur, Paris 1931-1932.
À partir de 1935, pour des raisons économiques et souvent pour multiplier le tirage (parfois plusieurs milliers d'exemplaires), Edouard Chimot a recours à des techniques plus productives pour réaliser les illustrations, comme l'héliogravure par exemple, et il abandonnera progressivement la technique de l'eau-forte. Si les quelques ouvrages encore illustrés d'eaux-fortes restent remarquables, le reste de sa production sera inégale, tant au point de vue artistique qu'au point de vue de la qualité de la reproduction des illustrations.     

### Ouvrages illustrés

#### Années 1910
- 1916 : Le Bandeau d’Eros de Félicien Champsaur, illustré d’amusantes et/ou coquines illustrations (plus de 300) in texte de Raphaël Kirchner et 8 hors texte, dont 1 par Edouard Chimot (« Le petit bois : un joli dessous », page 183). Tirage : en grand nombre inconnu pour l’édition ordinaire, après 25 exemplaires sur papier impérial du Japon et 25 exemplaires sur papier Hollande.1er livre connu illustré de manière modeste par Edouard Chimot.
- 1919 : Les Après-midi de Montmartre de René Baudu, illustré de 14 eaux-fortes. Pour le Compte des auteurs à Paris (120 exemplaires) et pour L’Édition à Paris (50 exemplaires). Tirage : 170 exemplaires. René Baudu et Edouard Chimot ont conçu ce livre  en 1913, mais l’ouvrage a été interrompu pendant la Guerre de 1914-1918. Ensuite, il a été imprimé en décembre 1919 et a paru au printemps 1920. Edouard Chimot considère cependant qu’il s’agit bien de son 1er ouvrage artistique illustré (Cf  L’Ami du lettré pour l’année 1926, page 368).

#### Années 1920
- 1920 : La Montée aux Enfers de Maurice Magre, illustré de 12 eaux-fortes et de 23 dessins. L’Édition à Paris. Tirage : 590 exemplaires. Ce livre a été imprimé en septembre et octobre 1919 et, bien que daté 1920, il a paru en novembre 1919. Cependant, Edouard Chimot le considère comme postérieur aux Après-midi de Montmartre (Cf  L’Ami du lettré pour l’année 1926, page 368).
- 1920 : Moi, Femme de Nelly Dward, illustré de 1 eau-forte. La Maison Française d'Art et d’Édition à Paris. Tirage : 210 exemplaires numérotés + 13 exemplaires hors commerce non numérotés.
- 1921 : Les Soirs d'Opium de Maurice Magre, illustré de 12 eaux-fortes et de 21 ornements gravés sur bois d'après ses dessins. L’Édition à Paris. Tirage : 514 exemplaires.
- 1921 : La revue des Arts et des Lettres, illustré par divers artistes, dont 3 eaux-fortes et 2 bois gravés par Chimot. La Roseraie à Paris. Tirage : 220 exemplaires.
- 1921 : Le Fou d'Aurèle Patorni, illustré de 6 eaux-fortes et de 6 bois gravés d'après ses dessins. Aux dépens des auteurs à Paris. Tirage : 245 exemplaires.
- 1921 : L'Enfer d'Henri Barbusse, illustré de 24 eaux-fortes. Albin Michel à Paris. Tirage : 432 exemplaires.
- 1922 : Mouki le délaissé d'André Cuel, illustré de 6 eaux-fortes. Éditions d'Art de la Roseraie à Paris.Tirage : 197 exemplaires.
- 1922 : La Petite Jeanne Pâle suivie de La Petite Sirène du Pont des Arts de Jean de Tinan, illustré de 8 eaux-fortes. Léo Delteil à Paris. Tirage : 393 exemplaires.
- 1922 : L’œuvre amoureuse et sentimentale de Maurice Magre. Illustré d'un portrait de Maurice Magre en frontispice (photogravure). Collection Les Maitres de l’Amour, Bibliothèque des Curieux, Paris. Tirage : 100 exemplaires du tirage de tête suivi d'une édition courante (tirage inconnu).
- 1924: Bonjour Paris - Revue du Casino de Paris - Saison 1924-1925. Les Editions Devambez à Paris. Contient 4 dessins hors-texte contrecollés sur des passe-partout cartonnés et légendés, dont 2 par Edouard Chimot: Sister's Rowe et Mlle Marialis, ainsi que Mlle Mistinguett par Charles Gesmar et Mlle Diana par Drian. Illustrée également de photographies (4 planches en couleurs et 20 planches en noir) reproduisant les tableaux et les portraits des principaux artistes de la revue. Couverture illustrée par Charles Gesmar, préface de Curnonsky. Tirage inconnu.
- 1925 : Les Chansons de Bilitis de Pierre Louÿs, illustré de 12 eaux-fortes. Les Éditions d'Art Devambez à Paris. Tirage : 500 exemplaires. Voir aussi le complément paru en 1933 avec 6 eaux-fortes et 1 planche supplémentaire hors commerce.
- 1925 : L'Annonciation de Georges Isarlov, illustré de 4 planches, dont 1 de Édouard Chimot, 1 de André Dignimont, 1 de Natalia Gontcharova et 1 de Michel Larionow, et de 1 cul-de-lampe de Natalia Gontcharova. Société d'édition et de librairie Henri Reynaud. Tirage : 240 exemplaires.
- 1925 : L'Ami du Lettré 1926, ouvrage collectif, illustré de 2 eaux-fortes dont une de Chimot. Bernard Grasset, éditeur, à Paris. Tirage : 2 191 exemplaires.
- 1925 (circa) :« Les médecins, vus par ...», par Paul Rabier, fondateur du Salon des Médecins en 1909, fascicule illustré de 4 planches reproduisant des scènes de la vie médicale, par Francisque Poulbot, Adrien Barrère, Albert Guillaume et Edouard Chimot. Les Éditions d'Art Devambez à Paris pour les Laboratoires Cortial (laboratoire pharmaceutique français). Tirage inconnu.
- 1926 : L'Ami du Lettré 1927, ouvrage collectif, illustré de 4 héliogravures dont une de Chimot (« Phanion », parue dans les Poésies de Méléagre -1926-). Bernard Grasset, éditeur, à Paris. Tirage : 446 exemplaires.
- 1926 : Le Spleen de Paris. Petits poèmes en Prose de Charles Baudelaire, illustré de 10 eaux-fortes. Les Editions d'Art de l'Intermédiaire du bibliophile à Paris. Tirage : 750 exemplaires.
- 1926 : Meïpe ou la Délivrance d'André Maurois, illustré de 1 eau-forte. Les Éditions Grasset à Paris. Tirage : 1 899 exemplaires.
- 1926 : Les poésies de Méléagre de Pierre Louÿs, illustré de 15 eaux-fortes. Les Éditions d'Art Devambez à Paris. Tirage : 230 exemplaires.
- 1927 : Les Belles de Nuit de Maurice Magre, illustré de 18 eaux-fortes. Les Éditions d'Art Devambez à Paris. Tirage : 457 exemplaires.
- 1928 : La Femme et le Pantin de Pierre Louÿs, illustré de 16 eaux-fortes. Les Éditions d'Art Devambez à Paris. Tirage : 211 exemplaires + quelques exemplaires réservés à l'auteur, à l'éditeur et aux collaborateurs.
- 1929 : Aphrodite, Mœurs antiques de Pierre Louÿs, illustré de 16 eaux-fortes (+ 5 planches libres dans les 46 n° de tête). Les Éditions d'Art de l'Intermédiaire du bibliophile à Paris. Tirage : 325 exemplaires.

#### Années 1930
- 1930 : L'Anthropophage de Charles Maurras, illustré de 1 eau-forte. Éditions Lapina à Paris. Tirage : 1 195 exemplaires.
- 1930 (circa): « A propos de quelques estampes de Chimot », in Art et Science par Dartigues (Louis), fascicule illustré de 5 planches reproduisant des dessins originaux de Chimot. Les Éditions d'Art Devambez à Paris pour les Produits F. Hoffmann, la Roche et Cie (laboratoire pharmaceutique suisse). Tirage inconnu.
- 1931 : Parallèlement de Paul Verlaine, illustré de 23 eaux-fortes. Les Éditions d'Art Devambez à Paris. Tirage : 213 exemplaires.
- 1931: "Chimot", Étude par Maurice Rat, illustré d'un portrait, de 19 reproductions d'eaux fortes d'ouvrages illustrés par Chimot et d'un "dessin original en couleurs" (en fait, la reproduction du dessin original ayant servi à la gravure inédite présente dans les 50 exemplaires sur Japon), les 50  exemplaires de tête sur Japon contiennent en plus la gravure inédite du "dessin original". Les Artistes du Livre, Henri Babou, Éditeur à Paris, 1931.Tirage: 850 exemplaires.
- 1932 : "Les Chats" (ouvrage sans titre) par Edouard Chimot, album illustré de 15 lithographies originales en couleurs non signées, montées sous passe-partout légendés. A l'enseigne de l'auteur qui ne veut pas dire son nom, à Paris. Tirage : 230 exemplaires + 20 exemplaires d'artiste hors commerce (sur différents papiers, non numérotés). Nota: l'attribution à Chimot est parfois contestée.
- 1933 : Sirocco ou le récit nocturne de Jean de Montesquiou Fezensac, illustré de 6 eaux-fortes. Chez l'auteur à Paris. Tirage : 225 exemplaires.
- 1933 : Les Chansons secrètes de Bilitis de Pierre Louÿs, illustré de 6 eaux-fortes + 1 planche supplémentaire hors commerce. Il comprend les textes originaux des cinq chansons censurées ou retirées de l'édition des Chansons de Bilitis de 1925 dont cet ouvrage est le complément. Pour l'artiste et ses amis. Tirage : 106 exemplaires + 1 exemplaire personnel du graveur à son nom.
- 1934 : Pilar d'Algésiras de Maxime Blum, illustré de 21 eaux-fortes. Pour l'artiste et ses amis. Tirage : 100 exemplaires + 3 exemplaires nominatifs.

- 1935 : La Tentation de saint Antoine de Gustave Flaubert, avec 5 illustrations reproduites en héliogravure, Collection "Baldi". Rombaldi, éditeur à Paris. Tirage : non précisé.
- 1935 : Les Fleurs du mal de Charles Baudelaire, avec 5 illustrations reproduites en héliogravure, Collection "Baldi". Rombaldi, éditeur à Paris à Paris. Tirage à part : 150 exemplaires numérotés et cinq exemplaires réservés à Chimot. Tirage courant : non précisé. L'ouvrage a été réédité par Rombaldi, avec les mêmes illustrations, en 1936 (n° 5 de la Collection Baldi "Les Contemporains", sans précision de tirage) et en 1939 (sans indication de collection et sans précision de tirage).
- 1935 (circa) : Les Médecins vus par ..., avec quatre illustrations reproduisant des scènes de la vie médicale : 1 de Georges Barrère, 1 d'Albert Guillaume, 1 d'Edouard Chimot et 1 de Francisque Poulbot. Éditions des Laboratoires Cortial, par Devambez à Paris.
- 1936 : Parallèlement et Chansons pour Elle de Paul Verlaine, avec 5 illustrations reproduites en héliogravure, n° 1 de la Collection Baldi "Les Contemporains". Rombaldi, éditeur à Paris. Tirage : 3 070 exemplaires. Voir 1937 : réédition avec des illustrations différentes, tirage non précisé.
- 1936 : 3 Contes de Gustave Flaubert, avec six illustrations reproduites en héliogravure : 2 de Chahine, 2 de Lobel-Riche, 2 de Chimot, n° 4 de la Collection Baldi "Les Contemporains". Rombaldi, éditeur à Paris. Tirage  : 3 000 exemplaires.
- 1936 : La Garçonne de Victor Margueritte, illustré de 15 eaux-fortes. Francis Guillot à Paris. Tirage : 300 exemplaires + 30 exemplaires d'artiste réservés aux collaborateurs.
- 1936 : La Belle Carolina par Louis-René Talon, illustré de 17 eaux-fortes. Edition réservée à l'artiste et à ses amis. Tirage : 184 exemplaires.
- 1936 : Dialogue des Courtisanes de Lucien de Samosate, avec 10 illustrations reproduites en héliogravure. Emile Chamotin Editeur à Paris. Tirage : 3 310 exemplaires.
- 1937 : L'Envers du Music-Hall de Colette, illustré de 20 compositions en couleurs gravées au repérage par Louis Maccard d'après les dessins originaux de Chimot. Francis Guillot à Paris.Tirage : 300 exemplaires + 30 exemplaires d'artiste.
- 1937 : La Femme et le Pantin de Pierre Louÿs, avec 5 illustrations reproduites en héliogravure, Collection Baldi "Les Contemporains". Rombaldi, éditeur à Paris. Tirage  : non précisé.
- 1937 : Poèmes d'Amour de Verlaine, illustré de 25 eaux-fortes. Le Vasseur et compagnie à Paris. Tirage : 425 exemplaires
- 1937 : Parallèlement et Chansons pour Elle de Paul Verlaine, avec 5 illustrations reproduites en héliogravure. Rombaldi éditeur à Paris. Tirage  : non précisé. Réédition avec des illustrations différentes de l'édition de 1936.
- 1938 : Toi et Moi de Paul Géraldy, illustré de 12 compositions en couleurs gravées au repérage par Louis Maccard d'après les dessins originaux de Chimot. Francis Guillot à Paris. Tirage : 250 exemplaires + 30 exemplaires d'artiste.
- 1938 : Poèmes inédits de Pierre Louÿs, illustré de 6 eaux-fortes , + 1 supplément de poèmes libres, hors commerce, illustré de 4 eaux-fortes, soit 2 volumes et 10 eaux-fortes. Imprimerie Darantière à Dijon. Tirage : 97 exemplaires + 12 exemplaires d'artiste, et quelques exemplaires seulement pour le supplément destinés à l'artiste et à ses amis.

#### Années 1940
- 1940 : Proses inédites de Pierre Louÿs, illustré de 5 eaux-fortes + 1 supplément de poèmes libres, hors commerce, illustré de 5 eaux-fortes, soit 2 volumes et 10 eaux-fortes. Imprimerie Darantière à Dijon. Tirage : 95 exemplaires + 12 exemplaires d'artiste, et quelques exemplaires seulement pour le supplément, destinés à l'artiste et à ses amis.
- 1941 : Les Fleurs du Mal de Charles Baudelaire, illustré de 20 eaux-fortes gravées par Louis Maccard + 5 planches refusées pour les pièces condamnées dans les exemplaires 1 à 76. Georges Briffaut à Paris.Tirage : 500 exemplaires.
- 1942 : Les Fleurs du Mal de Charles Baudelaire, illustré de 14 compositions en couleurs. La Belle Edition à Paris.Tirage : 3 765 exemplaires.
- 1943 : Idilios Y Epigramas (Idylles et Epigrammes) de Théocrite, illustré de 11 eaux-fortes et de 25 bois. Editions Hora à Barcelone. Tirage : 263 exemplaires + 20 exemplaires d'artiste.
- 1945 : Cent sonnets français du XV au XXe siècle, illustré de 10 eaux-fortes et de 18 bois. Editions Lauro Rambla Santa Monica à Barcelone. Tirage : 242 exemplaires + 20 exemplaires d'artiste.
- 1946 : Rimas de Gustavo Adolfo Becquer, illustré de 10 eaux-fortes de Chimot et des vignettes de Jose Narro. Jose Janes, éditeur à Barcelone. Tirage : 140 exemplaires + 20 exemplaires d'artiste.
- 1946 : Ardance ou La Vallée d'automne de Jean de Montesquiou Fezensac,  illustré de 23 eaux-fortes en couleurs. Par l'auteur. Tirage : 251 exemplaires. Note : compte tenu de la qualité artistique et de réalisation des eaux-fortes, il s'agit peut-être d'un ouvrage élaboré avant la guerre et dont la commercialisation aurait été repoussée en 1946.
- 1948 : Cants d'Amor de Ausiàs March, illustré de 8 eaux-fortes. Jose Janes, éditeur à Barcelone. Tirage : 150 exemplaires + 20 exemplaires d'artiste.
- 1948 : La Gitanella[7] par Cervantes, illustré de 15 compositions en couleurs. Georges Guillot à Paris. Tirage : 350 exemplaires + 25 exemplaires d'artiste + 20 exemplaires réservés à Chimot.
- 1949 : Le Songe d'une nuit d'été par Shakespeare, illustré de 12 compositions en couleurs. Georges Guillot à Paris. Tirage : 300 exemplaires + 10 exemplaires d'artiste.
- 1949 : Poèmes Antiques de Pierre Louÿs, illustré de 15 eaux-fortes. Georges Guillot à Paris. Tirage : 330 exemplaires + 25 exemplaires d'artiste + 20 exemplaires réservés à Chimot.

#### Années 1950
- 1950 : 3 Filles de leur Mère par Pierre Louÿs (1897 !), illustré de 12 compositions en couleurs très libres, non signées. Edition pour un groupe de bibliophiles. Tirage : 350 exemplaires.
- 1950 : L'Amant de Lady Chatterlay de D. H. Lawrence, illustré de 19 compositions (lithographies) en couleurs et de 22 en sanguine. Edition des 2 Rives à Paris. Tirage : 1 118 exemplaires + 25 exemplaires HC réservés aux collaborateurs et à l'artiste.
- 1951 : Les soupers de Daphnée suivi Des dortoirs de Lacédémone de Meusnier de Querlon, illustré de 15 compositions en couleurs. Les Editions ERYX à Paris. Tirage : 429 exemplaires + un certain nombre d'exemplaires nominatifs, dont certains réservés à l'artiste (avec sa signature) + 25 exemplaires illustrés en noir.
- 1951 : Histoire d'amour de la Rose des sables d'Henry de Montherlant, illustré de 19 compositions (lithographies) en couleurs et de 7 en sanguine. Edition des 2 Rives à Paris. Tirage : 1 019 exemplaires + 11 exemplaires réservés à Henry de Montherlant + 20 exemplaires réservés à Chimot + 10 exemplaires de collaborateurs.
- 1952 : Facettes et reflets d'André Prévot, illustré de 7 compositions: 1 en couleurs, 1 en noir et blanc et 5 en sanguine. Edition des 2 Rives à Paris. Tirage : 500 exemplaires (non numérotés).
- 1952 : Carmen suivi de la course de taureaux de Prosper Mérimée, illustré de 15 compositions (lithographies) en couleurs. Edition des 2 Rives à Paris. Tirage : 1 015 exemplaires + 16 exemplaires réservés à Chimot + 10 exemplaires de collaborateurs.
- 1954 : Mémoires de fanny Hill de John Cleland, illustré de 19 compositions (lithographies) en couleurs et de 11 en sanguine. Edition des 2 Rives à Paris. Tirage : 1 025 exemplaires + 16 exemplaires réservés à Chimot + 10 exemplaires de collaborateurs.
- 1955 : Le Libertin de qualité ou Ma Conversion de Mirabeau, illustré de 10 gravures. Jacques Vialetay, éditeur à Paris. Tirage : 452 exemplaires.
- 1956 : L'Espagne et ses gitans de Prosper Mérimée, illustré de 12 compositions en couleurs. Edité par Chimot. Tirage : 300 exemplaires + quelques exemplaires destinés aux collaborateurs.
- 1957 : Prélude Charnel de Robert Sermaise, illustré de 13 compositions (lithographies) en couleurs. Edition des 2 Rives à Paris. Tirage : 1 014 exemplaires + 15 exemplaires de collaborateurs.
- 1957 : Les Ragionamenti de l'Arétin, illustré de 8 compositions en couleurs. J.L. Kellinckx à Bruxelles. Tirage : 1 000 exemplaires.
- 1958 : Les Belles que voilà par Edouard Chimot, illustré de 16 compositions en couleurs. Le Livre du Bibilophile à Paris. Tirage : 831 exemplaires.

Curiosité : 1957-1958: La paysanne pervertie ... de Restif de la Bretonne, en 4 volumes in-4, J.L. Kellinckx à Bruxelles, illustrés de 24 compositions en couleurs, chaque volume étant illustré par un artiste différent (Siaens, Dalvimare, Sebregts et Van Melkebeke). La justification précise que: « ... viendra s'ajouter un appendice-imagier composé uniquement de planches dues au magistral talent de Chimot ... ». Cet appendice-imagier étant absent des exemplaires mis sur le marché ces dix dernières années, il apparait que Chimot n'aurait pas livré ce supplément: le tome 4 a été livré en 1959 et Chimot est décédé le 7 juin 1959.     
Édouard Chimot a également illustré de nombreuses couvertures de romans populaires, notamment aux éditions Flammarion : 32 couvertures pour 28 titres de la Collection "L'Amour" dans les années 1930 à 1940, et la jaquette de La Corruptrice de Guy des Cars en 1952. Ainsi que les couvertures d'ouvrages de Félicien Champsaur: Ouha, Roi des singes chez Charpentier et Fasquelle en 1923 et Les Noces du rêve, interlude inclut dans Le Combat des sexes chez Ferenczi et fils en 1927. Il a aussi illustré quelques revues populaires, comiques et coquines (pour l'époque ...), comme Fantasio de 1924 à 1933 et La Vie parisienne en 1957 et 1958.
Quelques-unes de ses eaux-fortes sont conservées dans la collection d’Arts Graphiques du Musée des Beaux-Arts et d'Archéologie de Besançon (Collection Michel et Christiane Jacquemin).